# Boschniakia himalaica
Boschniakia himalaica är en snyltrotsväxtart som beskrevs av Joseph Dalton Hooker och Thomson. Boschniakia himalaica ingår i släktet Boschniakia och familjen snyltrotsväxter. Inga underarter finns listade i Catalogue of Life.